# UFC 18
UFC 18: The Road to the Heavyweight Title foi um evento de artes marciais mistas organizado pelo Ultimate Fighting Championship no dia 8 de janeiro de 1999, em Nova Orleães, nos Estados Unidos. O evento foi transmitido em pay-per-view nos Estados Unidos e posteriormente lançado em VHS.

## Background
O evento teve a disputa do Cinturão Peso-Leve do UFC (até 77 kg, categoria que hoje é enquadrada como Meio-Médio) e seis outros confrontos. O evento foi o segundo de uma série conhecida como "O Caminho par o Título dos Pesados", um torneio distribuído entre quatro eventos, para coroar o novo campeão da categoria Peso Pesado, que ficou vago com a saída de Randy Couture.
A primeira parte do torneio ocorreu no UFC Brasil, com vitória de Tsuyoshi Kohsaka que avançou para o UFC 18. O UFC 18 marcou a primeira aparição nos Estados Unidos da lenda do MMA Bas Rutten e do futuro Campeão Peso-Médio do UFC Evan Tanner.

## Resultados
Nota 1 Pelo Cinturão Meio Médio do UFC.

## Ligações Externas
- Resultados do UFC 18 no Sherdog.com